# عملية مصارع الثيران
عملية مصارع الثيران (Operation Toreador) هي عملية بحرية جرت خلال حرب السويس 1956، تشكل القسم البحري من خطة عملية موسكيتير التي شنتها بريطانيا وفرنسا ضد مصر بالاشتراك مع إسرائيل، حيث كٌلفت مجموعة القتال البحرية 324 العاملة بالبحر الأحمر بصد ومنع أي سفينة مصرية من الوصول إلى سيناء ومنطقة السويس.
وفي ليلة 31 أكتوبر، شمال البحر الأحمر، تعرض الطراد البريطاني الخفيف نيوفوندلاند (HMS Newfoundland) للفرقاطة المصرية دمياط، واشتبك معها في معركة نارية قصيرة غير متكافئة. بانضمام المدمرة البريطانية ديانا (HMS Diana) إلى المعركة، والتي أغرقت دمياط في النهاية. كانت النتيجة مقتل قبطان الفرقاطة دمياط الصاغ البحري محمد شاكر حسن مع 38 بحاراً وانتشلت السفن البريطانية 69 بحاراً مصرياً هم من نجوا من غرق الفرقاطة، في حين كانت الخسائر البريطانية مقتل واحد وإصابة خمسة. على الرغم من أن المعركة جرت بمعايير الحرب العالمية الثانية إلى حد ما، إلا أن هذا الاشتباك كان آخر اشتباك تُغرق فيه سفينة حربية سفينة حربية أخرى باستخدام المدافع التقليدية فقط.

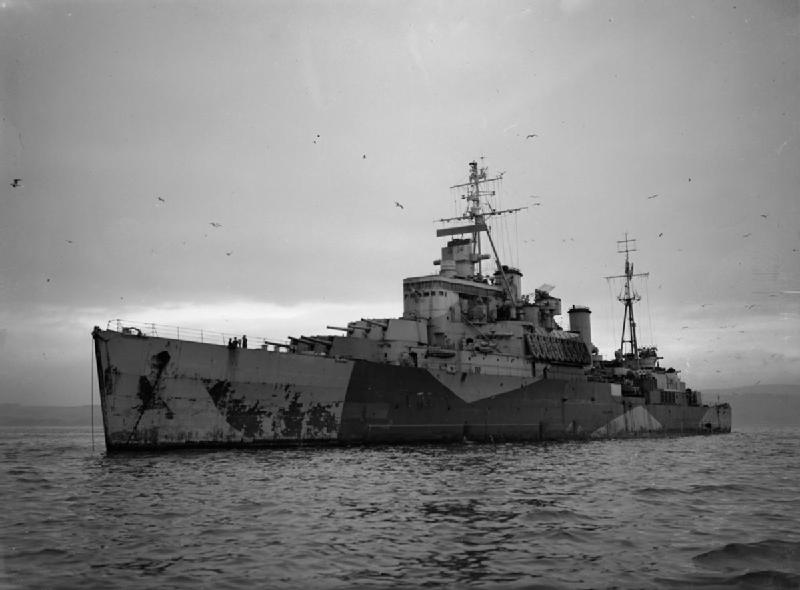
الطراد البريطاني الخفيف نيوفوندلاند

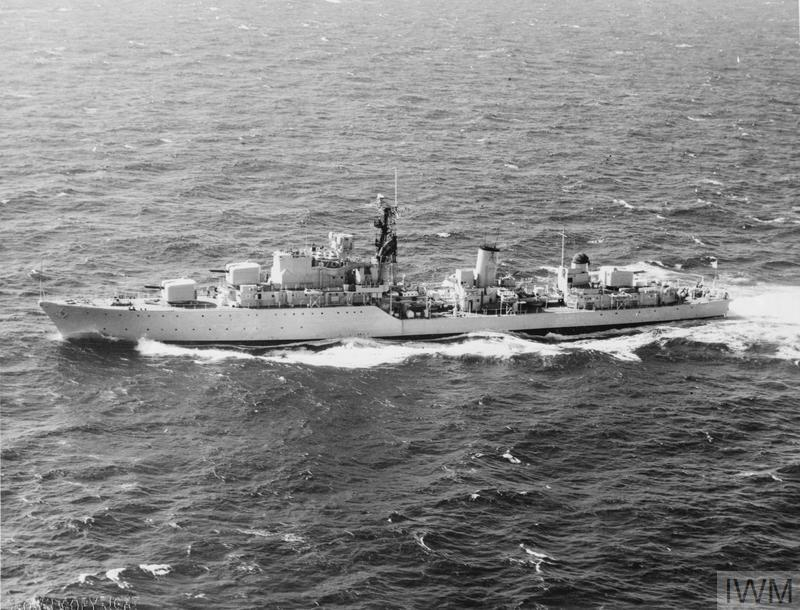
المدمرة البريطانية ديانا